# ام شریک

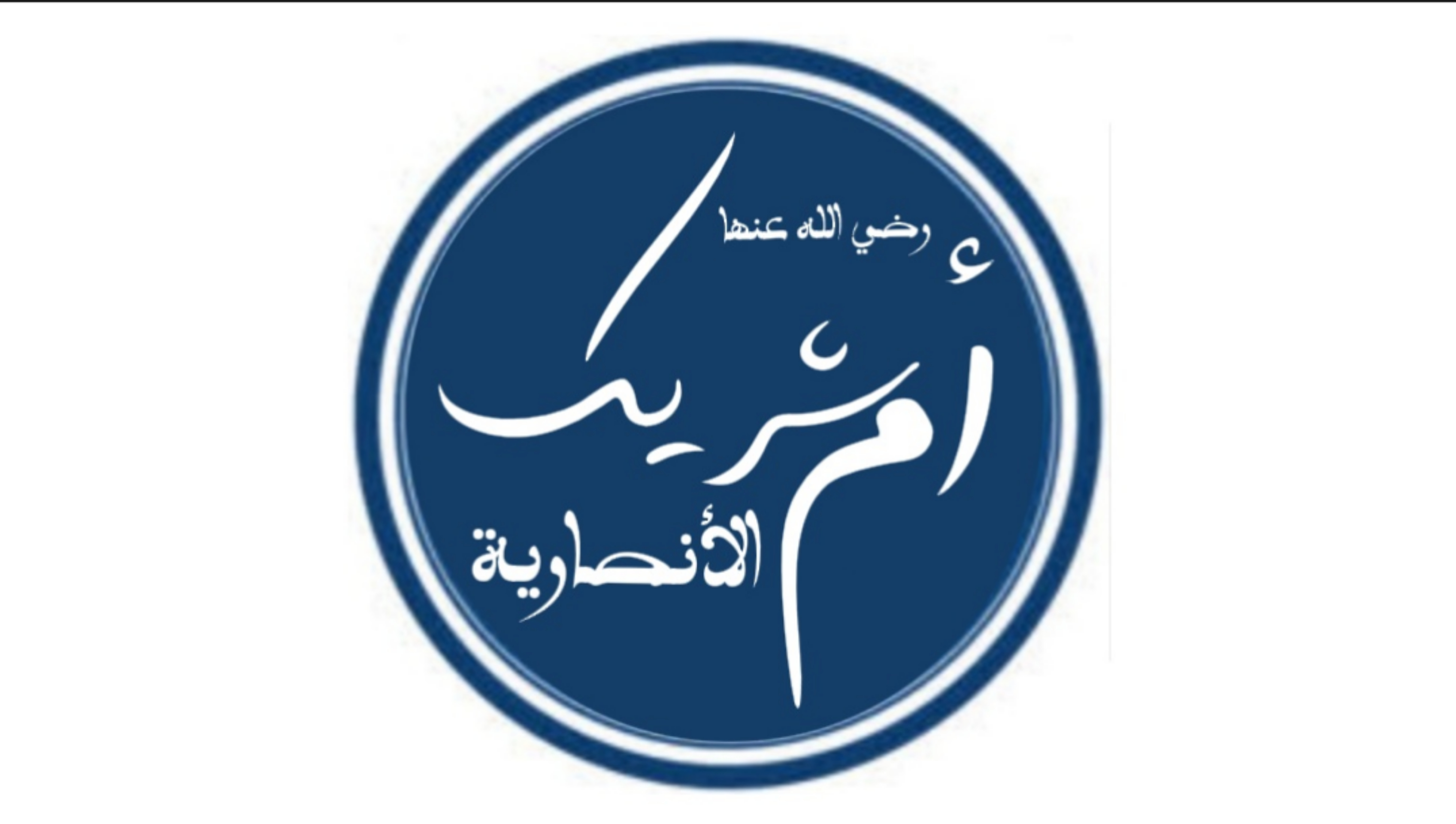
نسخه خطی ام شریک

ام شریک (عربی: أم شریک) یکی از اصحاب مؤنث محمد بود.